# テイクミーアウト (SCANDALの曲)
「テイクミーアウト」は、SCANDALの23枚目のシングル。2016年7月27日にエピックレコードジャパンから発売された。通常盤、初回生産限定盤A･Bの3形態で発売されており、収録内容はそれぞれ異なる。

## 概要
表題曲「テイクミーアウト」は同年8月21日で10周年を迎えるSCANDALが「夏のライブで歌いたい」と作った曲。本人たちが海外でのツアーなどを通して感じた「海外から見た日本の格好良さ」を表現したイメージらしい。HARUNAは「イントロが二重になっており、ギターソロから一気にドラム、ベースが入りアップテンポな曲になるカッコよさの中に女性らしい柔らかさのある曲」と評している。フェスには欠かせない曲となっている。

## 収録曲

### 初回生産限定盤A
1. テイクミーアウト [3:44]
作詞：RINA　作曲：MAMI　編曲：江口亮
  - TBS「王様のブランチ」2016年7月度エンディングテーマ[1]
  - ABC-MART「2016夏靴祭り」CMソング[2]
2. セカペロ （歌：どぼんどぼんど） [3:07]
作詞・作曲・編曲：DJみそしるとMCごはん
3. テイクミーアウト (Instrumental)[3:42]

### 初回生産限定盤B
1. テイクミーアウト [3:44]
2. どぼんどぼんどダンジョン （歌：どぼんどぼんど） [3:35]
作詞：サイプレス上野　作曲：S.MATSUMOTO 編曲：SHINCO&サイプレス上野
3. テイクミーアウト (Instrumental)[3:42]

### 通常盤
1. テイクミーアウト [4:09]
2. I want you [3:40]
作詞・作曲：RINA　編曲： シライシ紗トリ
当楽曲のリードヴォーカルはRINAが務める
3. テイクミーアウト (Instrumental) [3:42]

どぼんどぼんどはMAMIとTOMOMIによるスピンオフ・ラップユニットである。